# Catostylidae
Famille
Les Catostylidés (Catostylidae) forment une famille de méduses appartenant à l'ordre Rhizostomeae.

## Liste des genres
Selon World Register of Marine Species (13 janvier 2015) :
- genre Acromitoides Stiasny, 1921 — 2 espèces
- genre Acromitus Light, 1914 — 2 espèces
- genre Acronitus Light, 1914 (genre vidé au profit d'Acromitus)
- genre Catostylus Agassiz, 1862 — 12 espèces
- genre Crambione Maas, 1903 — 2 espèces
- genre Crambionella Stiasny, 1921 — 2 espèces
- genre Leptobrachia Brandt, 1838 — 1 espèce